# William Charles Augustus Cavendish-Bentinck
William Charles Augustus Cavendish-Bentinck, född 1780, död 1826, var en överstelöjtnant. Han var son till William Henry Cavendish-Bentinck, 3:e hertig av Portland (1738–1809) och lady Dorothy Cavendish (1750–1794) 
Gift 1:o 1808 med Georgiana Augusta Seymour (d. 1813); gift 2:o 1817 med Anne Wellesley (1788–1875), dotter till Richard Wellesley, 1:e markis Wellesley av Norragh och brorsdotter till Arthur Wellesley, 1:e hertig av Wellington.

## Barn
- Georgiana Cavendish-Bentinck (1811–1883)
- Anne Cavendish-Bentinck(1813–1888)
- Charles William Frederick Cavendish-Bentinck (1817–1865); gift 1:o 1839 med Sinetta Lambourne (1820–1850); gift 2:o 1859 med Caroline Burnaby (1833–1918)
- Arthur Cavendish-Bentinck (1819–1877); gift 1:o 1857 med Elizabeth Sophia Hawkins-Whitshed (1835–1858); gift 2:o 1862 med Augusta Mary Elizabeth Browne, Baroness Bolsover, of Bolsover Castle (1834–1893)
- Emily Cavendish-Bentinck (1820–1850); gift 1845 med Henry Hopwood (d. 1859)